# 54 États
54 États est un média d'information en ligne, anciennement un magazine bimestriel imprimé en France, édité à Paris par Africa Digital Power et distribué à 20 000 exemplaires en France et à l’international. Ce média couvre principalement l'actualité africaine, tout en consacrant 20 % de son contenu à l'actualité internationale. Reconnu comme l'un des médias panafricains les plus sérieux en Europe, "54 États" se distingue par son engagement à offrir une perspective éclairée sur les enjeux du continent africain et au-delà.

## Historique
L’idée de ce « magazine de l’Afrique et de ses institutions » est née en juin 2011, lors du sommet de l’Union africaine à Malabo, et s’est concrétisée en janvier 2012. Intitulé Africa 54, puis 54 États, il a été lancé par l'éditrice française Priscilla Wolmer auteure d'une thèse sur la gouvernance en Afrique à l’ère du numérique, et fondatrice en 2009 de la société Africa Digital Power (appelée initialement Wolmer Communication),.

## Description

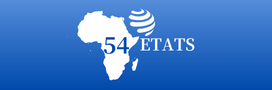
Logo

54 États est un magazine bimestriel panafricain d'actualité politique, économique et sociale,, et propose également des dossiers spéciaux comme celui sur le Maroc. Le dernier tirage papier parait en octobre 2015 et il est depuis 2016 uniquement disponible en ligne,.